# قيمة عدم الاستخدام
قيمة عدم الاستخدام هي القيمة التي يعينها الأشخاص للسلع الاقتصادية (بما في ذلك السلع العامة) حتى لو لم يكن يستخدموها أبدًا. وهي تتميز عن قيمة الاستخدام التي يستمدها الناس من الاستخدام المباشر للسلعة. يتم تطبيق هذا المفهوم بشكل شائع على قيمة الموارد الطبيعية والبناء. 
قد تشمل قيمة عدم الاستخدام كفئة ما يلي: 
- «قيمة الخيار» - القيمة الموضوعة على استعداد الفرد للدفع مقابل الحفاظ على أصل أو مورد حتى لو كان هناك احتمال ضئيل أو معدوم للفرد في استخدامه بالفعل، وذلك بسبب عدم اليقين بشأن العرض المستقبلي (استمرار وجود الأصل) والطلب المستقبلي المحتمل (إمكانية استخدامه يومًا ما).[1][2][3][4]
- «قيمة الإرث» - القيم الموضوعة على استعداد الفرد للدفع مقابل الحفاظ على أصل أو مورد لم يعد له أي استخدام الآن، بحيث يكون متاحًا للأجيال القادمة.[5][6]
- «قيمة الوجود» - فئة غير عادية ومثيرة للجدل إلى حد ما من القيمة الاقتصادية، مما يعكس الفائدة التي يتلقاها الناس من معرفة وجود مورد بيئي معين، مثل أنتاركتيكا، أو جراند كانيون، أو الأنواع المهددة بالانقراض، أو كلاب شاري أو أي كائن أو شيء آخر.
- «القيمة الغيرية» - القيمة الموضوعة على استعداد الفرد للدفع للحفاظ على أصل أو مورد لا يستخدمه الفرد نفسه، حتى يتمكن الآخرون من الاستفادة منه. تنشأ قيمتها من استخدام الآخرين للأصل أو المورد.

يقترح ريك فريمان (1993) متغيرًا آخر يسميه «قيمة خالصة من عدم الاستخدام»، تُعرَّف بأنها القيمة التي تحدث للفرد عندما تمنع الأسعار الحالية استخدام السلعة، ولكن هناك بعض السعر الأقل الذي يستخدمه الفرد الخير. يوفر التوافر المستمر للسلعة بعض القيمة للفرد بقدر ما يمكنه في نهاية المطاف استخدام السلعة. 
جميع هذه الفئات هي نسل المفهوم الأصلي لقيمة الخيار الذي تم إدخاله في قاموس تحليل التكلفة والفائدة في عام 1964 من قبل بورتون ويسبرود لتبرير تقييم الأفراد للسلع والأصول والموارد التي لا يستخدمونها في الواقع. بشكل عام، لا يمكن استخدام أسعار السوق أو طرق التفضيل الأخرى المكشوفة لقياس قيمة عدم الاستخدام. ونتيجة لذلك، يتم استخدام طرق المسح «التفضيل المعلن» بشكل عام، بما في ذلك أكثر طرق التقييم الاحتمالي (CVM). 